# Pusiola subasperatella
Pusiola subasperatella là một loài bướm đêm thuộc phân họ Arctiinae, họ Erebidae.